# Science des surfaces
Pour les articles homonymes, voir Surface.
La science des surfaces est une section de la science des matériaux consacrée à l'étude des phénomènes physiques et chimiques qui se produisent à l'interface  entre deux phases ou entre une phase et le vide. Les propriétés de la matière en surface sont en effet distinctes de celles du cœur des matériaux (bulk). Par exemple, la coordinence des atomes en surface est inférieure à celle des atomes du reste du matériau ce qui induit une réactivité particulière de ces derniers.
Parmi les applications de la science des surfaces, on peut citer :
- la catalyse hétérogène ;
- les puces à ADN ainsi que les détecteurs de produits par interaction avec une surface de manière générale ;
- les matériaux biocompatibles ;
- la préparation de composants pour la microélectronique[1].

## Historique
La science des surfaces s'est développée au début du XXe siècle avec le développement des applications industrielles de la catalyse hétérogène, notamment la production de l'ammoniac par le procédé Haber ou d'hydrogénation par les travaux de Paul Sabatier. Afin de comprendre les phénomènes à la surface du catalyseur, il était important de connaître les interactions entre la surface d'un solide et des molécules pouvant s'y adsorber.
Les travaux d'Irving Langmuir permettent de d'apporter des méthodes pour comprendre le fonctionnement de cette catalyse et de poser les fondements de la science des surfaces. En particulier, l'isotherme de Langmuir, qu'il publie en 1916, relie le recouvrement d'une surface en adsorbats avec les conditions de pression fixées dans l'atmosphère environnante.
Le développement de techniques de caractérisation de la surface permettra ensuite d'affiner la connaissance de la surface et de son interaction avec son environnement. En particulier, la microscopie à effet tunnel, inventée en 1981, permet de sonder la morphologie et les propriétés électroniques de surfaces conductrices et semi-conductrices avec une résolution de la taille de l'atome et donc d'avoir une image assez fidèle de la structure de la surface.

## Chimie des surfaces
La chimie des surfaces est l'étude des interactions entre des espèces chimiques et une surface.

## Physique des surfaces
La physique des surfaces étudie les changements physiques qui se produisent aux interfaces. La physique des surfaces étudie entre autres : 
- les reconstructions superficielles ;
- les plasmons et phonons de surfaces ;
- l'épitaxie ;
- l'émission électronique (en) (en anglais : Surface-enhanced Raman scattering) ;
- l'effet tunnel des électrons ;
- la spintronique ;
- la formation de nanostructures sur les surfaces.

## Analyse des surfaces
Lʼanalyse des surfaces recouvre les diverses méthodes expérimentales permettant dʼétudier les phénomènes chimiques et physiques susmentionnés. Le tableau ci-dessous donne un aperçu de quelques méthodes.
| Catégorie                                                    | Méthode                                                               | Application | Notes |
| ------------------------------------------------------------ | --------------------------------------------------------------------- | --- | --- |
| Microscopie (à sonde distante)                               | Microscopie optique                                                   | Motifs et objets en surface ; interfaces | Limitation de la résolution latérale par la longueur dʼonde ; faible profondeur de champ. |
| Microscopie (à sonde distante)                               | Microscopie électronique à balayage (MEB)                             | Motifs et objets en surface ; interfaces | Sous vide ; haute résolution et bonne profondeur de champ. |
| Microscopie (à sonde distante)                               | Microscopie électronique en transmission (MET)                        | Arrangement atomique, y compris aux interfaces                                                                                                  | Très haute résolution ; échantillon en lame mince. Détermination également de la structure cristalline. |
| Microscopie à sonde locale                                   | Microscopie à force atomique (AFM)                                    | Topographie de la surface | Résolution dans le plan ~10 nm ; résolution verticale atomique. |
| Microscopie à sonde locale                                   | Microscopie à effet tunnel (STM)                                      | Topographie de la surface & propriétés électroniques                                                                                            | Résolution atomique possible dans toutes les directions, avec des informations sur les propriétés électroniques (surface isolante, semi-conductrice ou conductrice). |
| Propriétés électroniques                                     | Microscopie à effet tunnel (STM)                                      | Topographie de la surface & propriétés électroniques                                                                                            | Résolution atomique possible dans toutes les directions, avec des informations sur les propriétés électroniques (surface isolante, semi-conductrice ou conductrice). |
| Spectroscopie de photoluminescence                           | Détermination des propriétés électroniques                            | Mesure de la bande interdite et des niveaux donneurs et accepteurs dans les couches minces et surfaces semiconductrices.                        | |
| Spectroscopie des transitoires de niveau profond (DTLS) (en) | Semiconducteurs : défauts de bande                                    | Détermination des niveaux profonds dans la bande interdite, dus notamment aux impuretés ou aux défauts ponctuels dans la structure cristalline. | |
| Spectrométrie photoélectronique UV                           | Niveaux d'énergie                                                     | Détermination des niveaux d'énergie de la couche de valence, des liaisons chimiques, des orbitales moléculaires.                                | |
| Structure cristalline                                        | Diffraction dʼélectrons de haute énergie en incidence rasante (RHEED) | Structure cristalline en surface | Lʼincidence rasante limite la profondeur dʼanalyse aux premiers plans atomiques seulement ; méthode souvent utilisée in situ en épitaxie par jet moléculaire. |
| Analyse élémentaire et chimique                              | Spectrométrie de mass des ions secondaires (SIMS)                     | Analyse élémentaire | Très sensible en composition (ppm). Méthode localement destructive (enlèvement dʼatomes par pulvérisation), avec une profondeur limitée aux premières monocouches. En poursuivant lʼérosion par bombardement ionique, possibilité de réaliser des profils en profondeur de la composition. |
| Analyse élémentaire et chimique                              | Spectrométrie photoélectronique X (XPS / ESCA)                        | Analyse élémentaire & des liaisons chimique | Méthode semi-quantitative, applicable aux éléments dès le lithium. Profondeur dʼanalyse de l'ordre de quelques nm. Information sur la nature de la liaison chimique des atomes analysés (décalage des pics).                                                                               |
| Analyse élémentaire et chimique                              | Spectrométrie Auger (AES)                                             | Analyse élémentaire | Méthode sensible aux éléments légers à partir du lithium. Très faible profondeur dʼanalyse (nm). |
| Analyse élémentaire et chimique                              | Spectroscopie de rayons X à dispersion dʼénergie (EDS/EDX)            | Analyse élémentaire | Analyse possible des éléments à partir du bore, mais sensibilité pour les éléments légers faible, augmentant pour les éléments lourds. Profondeur dʼanalyse variable selon la matière et lʼénergie du faisceau incident, assez grande, de lʼordre du µm.                                   |